# Pfarrhof (Großhöbing)

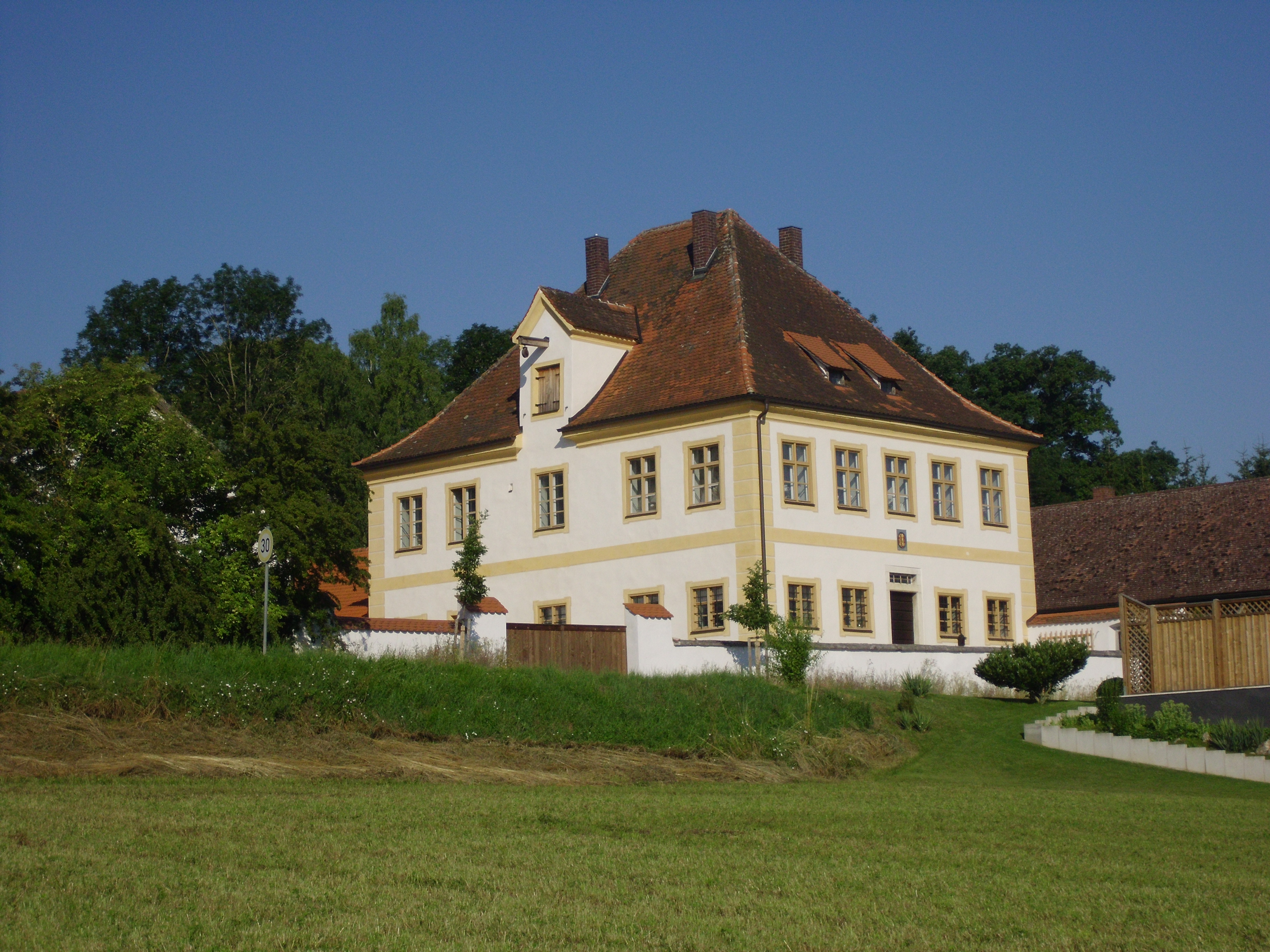
Pfarrhof in Großhöbing

Der ehemalige katholische Pfarrhof in Großhöbing, einem Gemeindeteil der Stadt Greding im mittelfränkischen Landkreis Roth in Bayern, wurde wohl 1718 von Gabriel de Gabrieli errichtet. Das Pfarrhaus am Pfarrweg 10 ist ein geschütztes Baudenkmal. Der letzte Pfarrer verließ 1971 die Pfarrei.

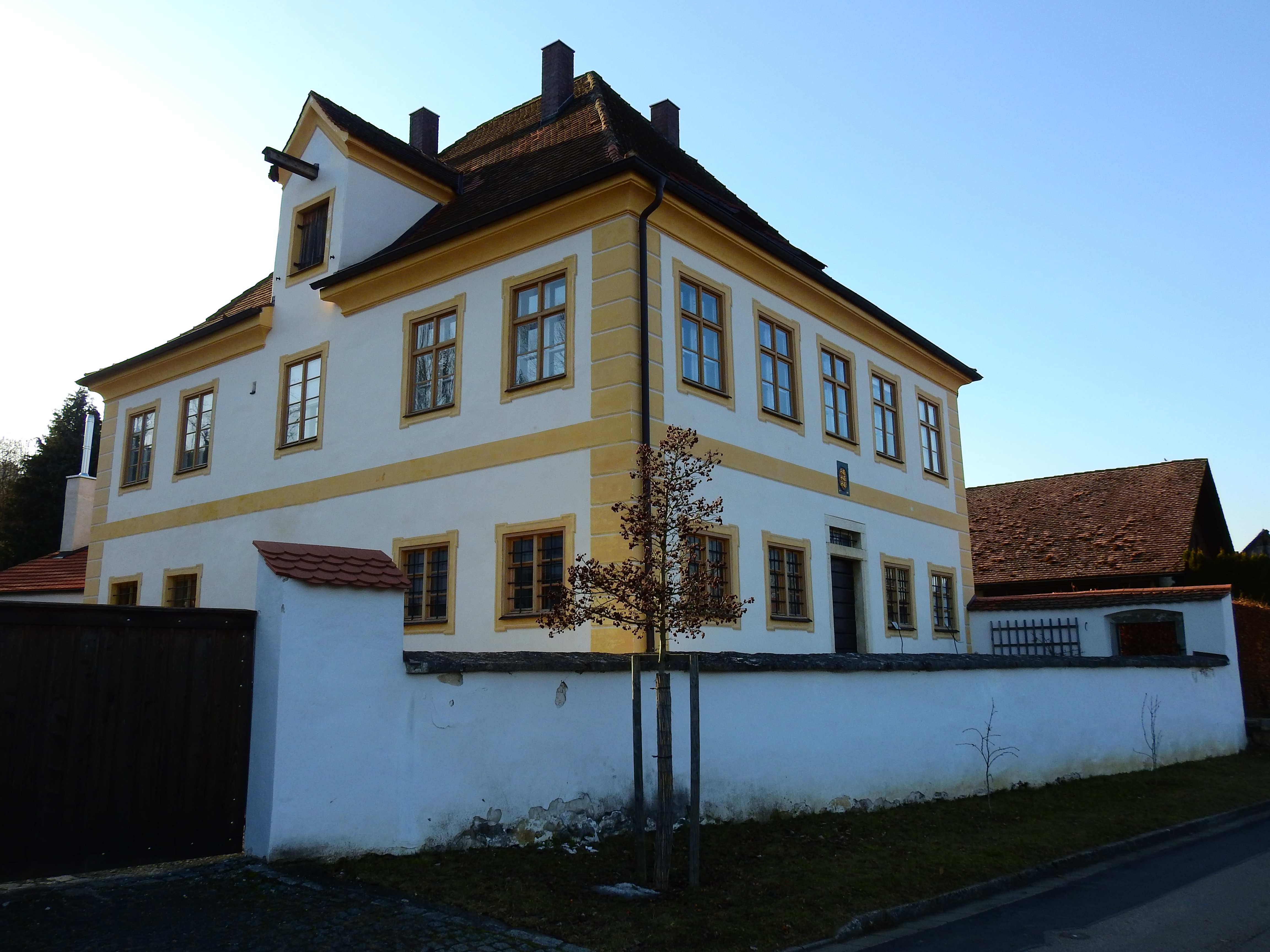
Seitenansicht

Es handelt sich um einen zweigeschossigen, barocken Putzbau mit steilem Walmdach, Eckrustika und Aufzugszwerchhaus. Benachbart ist eine Pfarrscheune mit teilweise verputzten Fachwerk in Jura-Bauweise und ein Kellergebäude mit Backhaus mit Satteldach und tonnengewölbtem Keller. Der Pfarrhof ist von einer Hofmauer mit Toreinfahrt umgeben.